# Luke Black

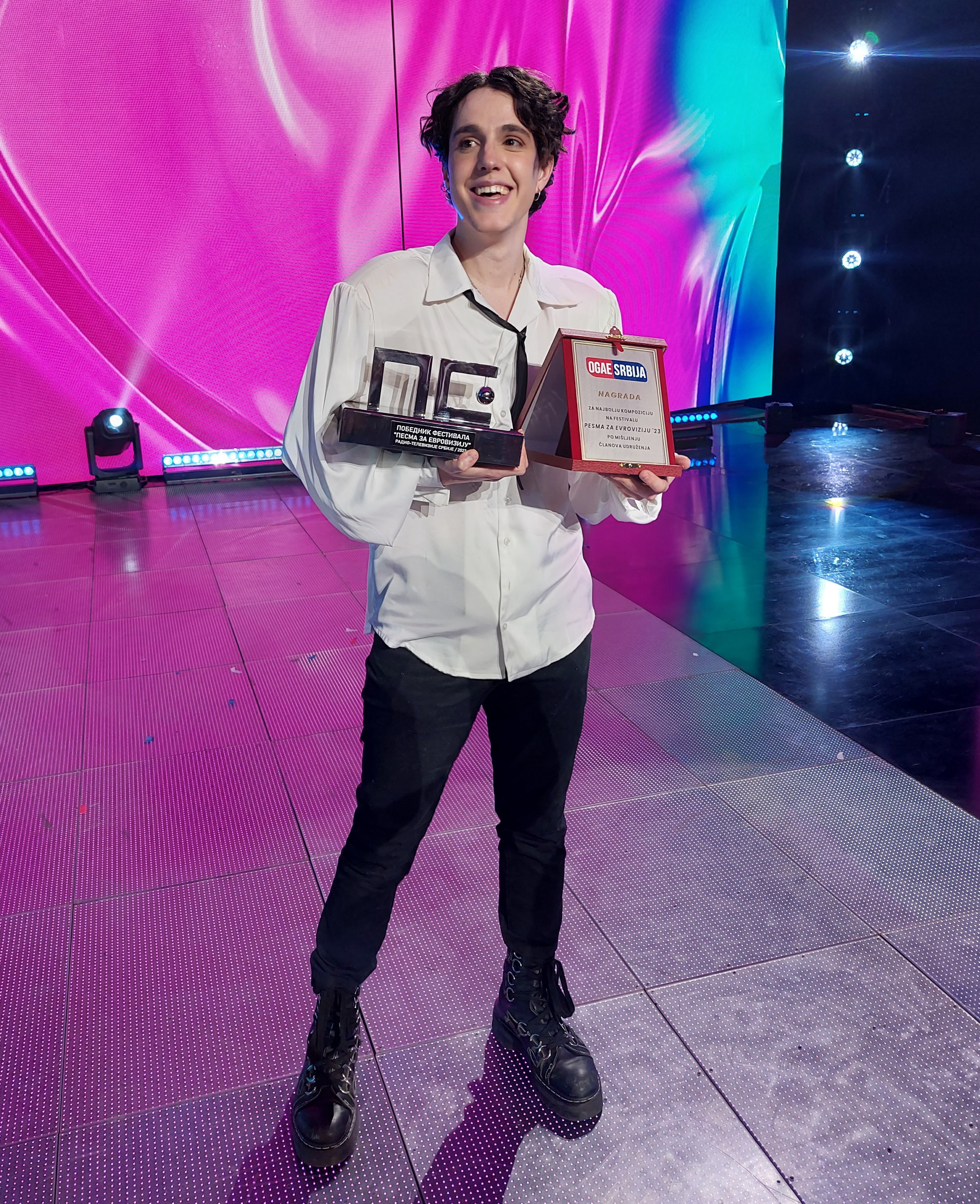
Luke Black, 2023

Luka Ivanović (serbisch-kyrillisch: Лука Ивановић; * 18. Mai 1992 in Čačak, Bundesrepublik Jugoslawien), bekannt als Luke Black, ist ein serbischer Sänger und Songwriter. Er hat Serbien beim Eurovision Song Contest 2023 in Liverpool mit seinem Lied Samo mi se spava vertreten.

## Leben und Karriere

### Jugend
Blacks Interesse an Musik begann im Alter von 12 Jahren, als er anfing, seine eigenen Texte zu schreiben. Vier paar Jahre später begann er zudem, eigene Musik zu komponieren und zu arrangieren. Die aufgenommene Musik durften nur seine engsten Freunde hören. Nach seinem Schulabschluss zog er nach Belgrad, um dort Anglistik zu studieren. Zudem hat er einen Master in Musikproduktion.
Sein Künstlername besteht aus Luke, der anglisierten Variante seines Vornamens, und Black, da er nach eigener Aussage als Teenager 40 Tage Trauer getragen hatte, nachdem die serbische Musikszene in seinen Augen gestorben war.

### Karriereanfänge
Black Karriere begann, als Vertreter der Universal Music Group auf sein Lied D-Generation aufmerksam wurden und ihm daraufhin einen Plattenvertrag anboten. 2014 veröffentlichte er seine erste Single Nebula Lullaby. Im darauffolgenden Jahr folgten weitere Singles sowie seine Debüt-EP Thorns. 2015 trat er zudem bei Waves Vienna auf. 2016 veröffentlichte Ivanović seine Single Demons, die es in die engere Auswahl des Senders Radio-Televizija Srbije für den serbischen Beitrag für den Eurovision Song Contest 2016 schaffte, letztendlich vertrat jedoch Sanja Vučić Serbien mit dem Lied Goodbye (Shelter). 2018 wurde seine zweite EP Neoslavic veröffentlicht.
Besondere Popularität genießt Luke Black in der Volksrepublik China, in der er 2016 seine erste Tournee organisierte. Er trat unter anderem in Peking und Shanghai auf.

### 2023: Eurovision Song Contest

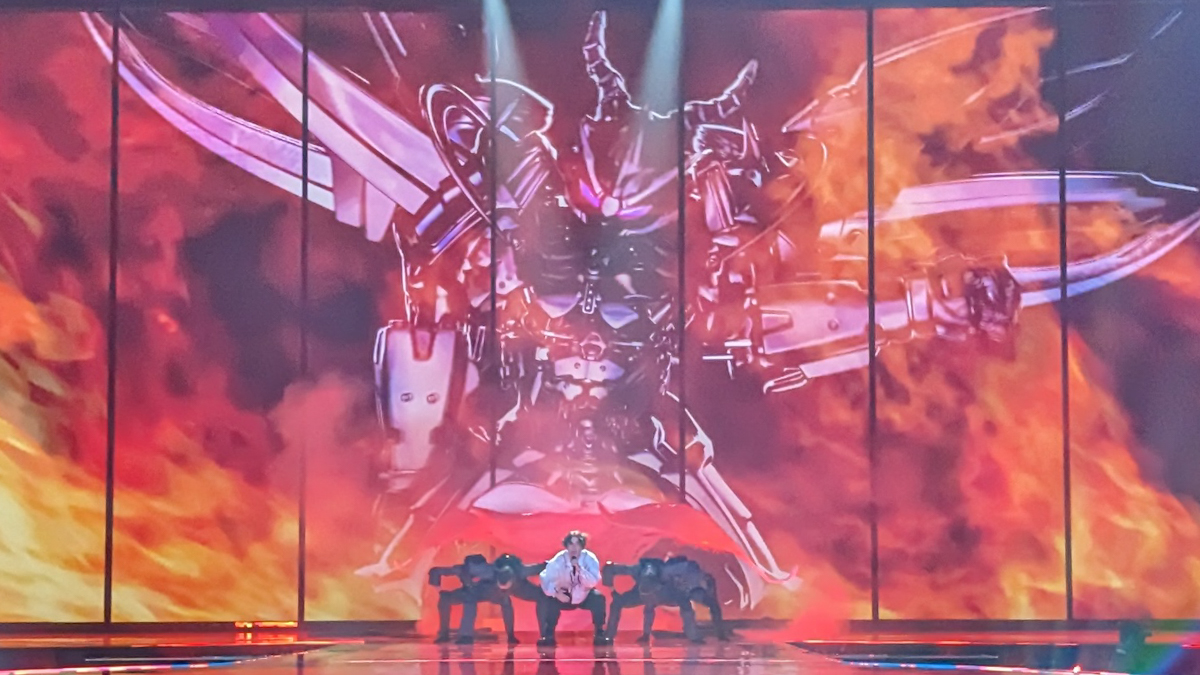
Luke Black auf der Bühne des Eurovision Song Contest 2023 in Liverpool.

Im Januar 2023 wurde bekanntgegeben, dass Luke Black mit seinem Lied Samo mi se spava am serbischen Vorentscheid für den Eurovision Song Contest 2023, Pesma za Evroviziju 2023, teilnehmen würde. Diesen konnte er am 4. März 2023 für sich gewinnen, indem er bei den Jurys und beim Televoting jeweils den zweiten Platz belegte. Er vertrat Serbien beim Eurovision Song Contest 2023 in Liverpool, wo er im ersten Halbfinale am 9. Mai antrat. Im Finale belegte Luke Black den 24. Platz.
Nach seiner Teilnahme am Eurovision Song Contest gab Black zwei ausverkaufte Konzerte in London und veröffentlichte im August 2023 die von Lily Allen und Nirvana inspirierte Single I’m So Happy. Im Oktober trat er als Support-Act für die Ukrainische Band Go A in der O2 Academy Islington auf.
Am 16. November 2023 veröffentlichte Black seine nächste Single, God’s Too Cool, einen basslastigen Dance-Track, den er mit dem ebenfalls in London ansässigen Musiker Shurk (Benjamin Dunkerley) zusammen produzierte.
Einen Monat später kehrte Black auf dieselbe Bühne in Belgrad zurück, auf der er 10 Jahre zuvor zum ersten Mal live aufgetreten war.
Zu diesem Anlass traten mehrere befreundete Musiker mit ihm zusammen auf, unter anderem Konstrakta, die Serbien beim Eurovision Song Contest 2022 vertreten hat.

### 2024:Chainsaws in Paradise
Am 29. Februar 2024 eröffnete Black das Halbfinale 2 des serbischen Vorentscheid für den Eurovision Song Contest, Pesma za Evroviziju 2024, mit einer Aufführung seines Siegerbeitrags Samo Mi Se Spava aus dem Vorjahr. Im anschließenden Interview kündigte er die Veröffentlichung seines ersten Albums Chainsaws in Paradise für den 24. Mai an, gefolgt von einer Tournee durch das Vereinigte Königreich, Polen und Finnland.
Während der Abstimmungspause spielte Black eine erweiterte Version von God’s To Cool und stellte den Alternative-Metal-Song Chainsaws in Paradise vor, den Titelsong des kommenden Albums. Die Single wurde am folgenden Tag veröffentlicht. Zwei weitere Singleauskopplungen, Winter Dahlia und Drinking Jack with Daddy, folgten am 25. April und 8. Mai.

## Diskografie

### Alben
- 2024: Chainsaws in Paradise

### EPs
- 2015: Thorns
- 2018: Neoslavic
- 2023: F23.8
- 2023: Luke Black Remixes
- 2023: Singles 2015–2018

### Singles
- 2014: Nebula Lullaby
- 2015: D-Generation
- 2015: Holding On to Love
- 2015: Jingle Bell Rock
- 2016: Demons
- 2017: Walpurgis Night
- 2017: Olive Tree
- 2019: Frankensteined (feat. Majed)
- 2021: A House on the Hill
- 2021: Amsterdam
- 2021: Heartless
- 2022: 238
- 2023: Samo mi se spava
- 2023: I’m So Happy
- 2023: God’s Too Cool
- 2024: Chainsaws in Paradise
- 2024: Winter Dahlia
- 2024: Drinking Jack With Daddy
- 2024: Batshit
- 2024: Winter Dahlia (Glacial Version)
- 2025: Vomit
- 2025: Roses In The Concrete
- 2025: BOSCH INFERNO (Die Arkitekt featuring Luke Black)